# Evaristo Pascoal Spengler
Evaristo Pascoal Spengler OFM (ur. 29 marca 1959 w Gaspar) – brazylijski duchowny katolicki, biskup-prałat Marajó w latach 2016-2023, biskup diecezjalny Roraimy od 2023. 

## Życiorys
19 maja 1984 otrzymał święcenia kapłańskie w zakonie franciszkanów. Był m.in. misjonarzem w Angoli, a także definitorem i zastępcą przełożonego prowincji zakonnej.
1 czerwca 2016 papież Franciszek mianował go biskupem-prałatem prałatury terytorialnej Marajó. Sakry udzielił mu 6 sierpnia 2016 biskup Leonardo Ulrich Steiner.
25 stycznia 2023 ten sam papież przeniósł go na urząd biskupa diecezjalnego Roraimy.